# Merapioidus villosus
Merapioidus villosus är en tvåvingeart som beskrevs av Jacques-Marie-Frangile Bigot 1879. Merapioidus villosus ingår i släktet Merapioidus och familjen blomflugor. Inga underarter finns listade i Catalogue of Life.